# Philip Don
Philip Don (* 10. März 1952) ist ein ehemaliger englischer Fußballschiedsrichter.

## Sportlicher Werdegang
1980 rückte Don als Linienrichter in die Football League auf, ab 1986 war er dort als Schiedsrichter tätig. Später leitete er Partien der First Division bzw. Premier League. Anfang der 1990er Jahre profitierte er von der Einführung der Altersgrenze für Schiedsrichter von 45 Jahren durch die FIFA und rückte durch den folgenden Altersumbruch 1992 auf die FIFA-Schiedsrichterliste auf. Im selben Jahr feierte er sein Debüt beim 3:3-Remis zwischen Frankreich und Belgien im Parc des Princes im März. Später war er beim FA Cup 1991/92 Finalschiedsrichter, als der FC Liverpool durch einen 2:0-Erfolg über den AFC Sunderland im Wembley-Stadion den Titel holte.
In den folgenden Jahren stand Don regelmäßig im Europapokal auf dem Feld, in der UEFA Champions League 1993/94 pfiff er das Endspiel im Olympiastadion Athen. Dabei deklassierte der  italienische Vertreter AC Mailand die favorisierte Mannschaft des FC Barcelona mit 4:0. Anschließend war er im Einsatz bei der WM-Endrunde 1994, wo er das im Elfmeterschießen entschiedene Viertelfinale zwischen Rumänien und Schweden leitete. Im League Cup 1994/95 war er erneut Spielleiter im Wembley-Stadion, der FC Liverpool setzte sich dieses Mal gegen die Bolton Wanderers durch.
Don musste 1995 seine aktive Schiedsrichterkarriere vorzeitig aufgrund hauptberuflicher Anforderungen als Lehrer beenden, blieb aber dem Schiedsrichterwesen als Funktionär bei der Football Association erhalten. 
Sein Sohn Tim Don feierte als Triathlet nationale und internationale Erfolge.